# Kosin Hembut
Kosin Hembut (thailändisch โกสินทร์ เหมบุตร, * 4. April 1982 in Kanchanaburi), auch als Sin (thailändisch สิน) bekannt, ist ein ehemaliger thailändischer Fußballspieler.

## Karriere

### Spieler
Kosin Hembut lernte das Fußballspielen in der Schulmannschaft der Wat Suthiwararam School in Bangkok. Seinen ersten Profivertrag unterschrieb er 2002 beim damaligen Zweitligisten Army United. Für Army United absolvierte er bis 2009 37 Spiele in der Thai Premier League Division 1. 2010 wechselte er in die Thai Premier League, wo er sich dem Rajnavy FC aus Rayong anschloss. Nach einem Jahr und 12 Spielen ging er 2011 in den Norden von Thailand, wo er einen Vertrag beim Zweitligisten Chiangmai FC unterschrieb. Nach der Hinserie 2011 ging er zu seinem ehemaligen Verein Army United. 2013 zog es ihn nach Suphanburi, wo er ein Jahr für den Erstligisten Suphanburi FC im Tor stand. 2014 kehrt er wieder zu Army United zurück. Hier unterschrieb er einen Dreijahresvertrag. Die Rückserie 2014 wurde er an Air Force Central ausgeliehen. Nach Vertragsende 2016 unterschrieb er für 2017 einen Vertrag in Khon Kaen bei Khon Kaen FC. Der Verein, der in der Thai League 3 spielte, wurde am Ende der Saison Meister und stieg somit in die Zweite Liga auf. Nach dem Aufstieg verließ er Khon Kaen und ging nach Krabi zum Zweitligisten Krabi FC. Nach Ende der Saison belegte der Club einen Abstiegsplatz und musste somit den Weg in die Drittklassigkeit antreten. 2019 wurde er wieder von seinem ehemaligen Club Army United verpflichtet. Nachdem der Club Ende 2019 bekannt gab, dass der Verein sich aus der Liga zurückzieht, wechselte er 2020 zum Lamphun Warrior FC. Der Club aus Lamphun spielte in der dritten Liga in der Upper Region. Über den Drittligisten Singha Golden Bells Kanchanaburi FC aus Kanchanaburi wechselte er Ende 2020 zum Drittligisten Maejo United FC. Hier beendete er auch seine Karriere als Fußballspieler.

### Trainer
Seine Trainerkarriere begann Kosin Hembut zu Beginn der Saison 2023/24 als Torwarttrainer beim Zweitligaaufsteiger Dragon Pathumwan Kanchanaburi FC.

## Erfolge
Army United
- Thailändischer Zweitligameister: 2004/05

Khon Kaen FC
- Thai League 3 – Upper Region: 2017